# Johan Kraag
Johannes Samuel Petrus Kraag nació en 1913; fue presidente de la República de Surinam interinamente desde diciembre de 1990 hasta septiembre de 1991, tras el golpe de Estado contra el presidente Ramsewak Shankar llamado el Golpe del teléfono, con el único propósito de llamar a elecciones libres para 1991. El 24 de mayo de 1996 murió. Su hija es Lygia Kraag-Keteldijk, ministra de Relaciones Exteriores en el gabinete del expresidente Ronald Venetiaan.

## Gobierno provisional
El 29 de diciembre de 1991 el Consejo provisional de Gobierno liderado por el comandante del ejército Ivan Graanoogst decide entregarle el poder a Johan Kraag, quien nombró a Jules Wijdenbosch como primer ministro y también nombró a todo su gabinete, pero en enero de 1991 se ausentó provisionalmente del poder, que asumió así el vicepresidente y primer ministro Jules Wijdenbosch. No obstante, a los pocos días de ausentarse, Kraag regresa y se hace con el poder de nuevo.
El presidente Kraag invitó a Bouterse a unirse al gobierno reincorporándolo al ejército nacional, este hizo un trato con los guerrilleros de Ronnie Brunswijk. 
El propósito del gobierno de Kraag era llamar a elecciones libres, universales y secretas en mayo y presidenciales en junio y entregar el poder en septiembre de 1991.
En marzo de 1991 se concluyó un acuerdo de paz, suscrito por el grupo guerrillero ELS, otros cuatro grupos guerrilleros y Dési Bouterse (jefe del ejército), que puso fin a diez años de hostilidades.
En las elecciones libres de 1991, el pueblo salió a las urnas electorales de cada distrito con mucha alegría y euforia, eligiendo por gran mayoría al candidato del Frente Nuevo (FN) Ronald Venetiaan, que tomó posesión del cargo en septiembre de 1991, según establecía la constitución del país.

## Sucesos posteriores a su gobierno
Después de su gobierno, Kraag se mantuvo en la política y participó como miembro de un partido opositor al oficialista Frente por la Democracia y el Desarrollo, aunque también participó en el gabinete del nuevo presidente Ronald Venetiaan.
En 1996 gana las elecciones el candidato del Frente por la Democracia y el Desarrollo y exvicepresidente de la república Jules Wijdenbosch, quien lo nombra ministro en su gabinete.
Al volver al poder Venetiaan en 2000, Kraag permanece como opositor al gobierno y se mantiene en el partido Frente por la Democracia y el Desarrollo. El 24 de mayo de 1996 murió en Paramaribo, Surinam a los 83 años de edad.
| Predecesor: Ivan Graanoogst 1990 | Johan Kraag Presidente de Surinam 1990-1991 | Sucesor: Ronald Venetiaan 1991-1996 |